# Ігровий світ S.T.A.L.K.E.R.
Ігровий світ S.T.A.L.K.E.R. — вигаданий всесвіт, дія якої відбувається в альтернативній реальності відеоігор «серії S.T.A.L.K.E.R.», де в 2006 році на Чорнобильській АЕС сталася друга катастрофа, за масштабами перевершила першу. Охоплює часовий проміжок з 1986 до 2012 року. У загальних рисах повторює структуру реального світу, головною відмінністю є змінений хід подій після аварії на Чорнобильській АЕС та наявність аномальних утворень.
Географія світу ділиться на дві частини: Зона — територія на місці Чорнобильської зони відчуження з підвищеною аномальної активністю; і «Велика земля» — зовнішній світ за межами Зони. Межі Зони обгороджує охороняється периметр, на небагатьох коліях у неї встановлені армійські блокпости. Допуск цивільних осіб без спецперепусток категорично заборонений, особи, які порушили заборону, затримуються, а при наданні збройного опору — знищуються. Однак це не завадило освоєння Зони шукачами пригод, зневіреними людьми, дезертирами, кримінальними особистостями і так далі. Вони називають себе сталкерами. Основна їх діяльність — видобуток цінних аномальних утворень — артефактів — для продажу місцевим торговцям, після чого «хабар» йде за Периметр. Діяльність сталкерів цим не обмежена: хтось в Зоні бореться за ідею, хтось вбиває інших за гроші, хтось просто виживає як може. Деякі сталкери об'єднуються у великі угруповання, деякі надають перевагу одиночному способу життя.